# 晶体学限制定理
晶体学限制定理的基本形式是基于对晶体的旋转对称性通常被限制为2重，3重，4重，6重的观察后得出的。然而，准晶体中可能存在着其他种类的衍射对称性，例如5重对称；这种晶体是由丹·谢赫特曼于1984年发现的，他也凭此获得了2011年诺贝尔化学奖。
晶体模型是由离散的晶格通过一系列独立有限的平移建立的。因为离散性要求格点间的间距有一个下限值，所以该晶格对于空间中任意一点的旋转对称群必须是有限群。这个理论的重点在于，并不是所有的有限群都能兼容一个离散的晶格；在任何一个维度上，可兼容群的数量都是有限的。

## 二维和三维
二维（平面群）和三维（空间群）的特殊情况在实际应用中最为常用，在这里我们把他们放在一起分析。

### 晶格证明
2维或3维中的旋转的对称性需要将一个格点移动到同一平面的另一个格点的接续（succession），产生一个包含共面格点的正多边形。这里，我们把注意力集中到对称的作用平面上，借助右图中的晶格向量来说明。

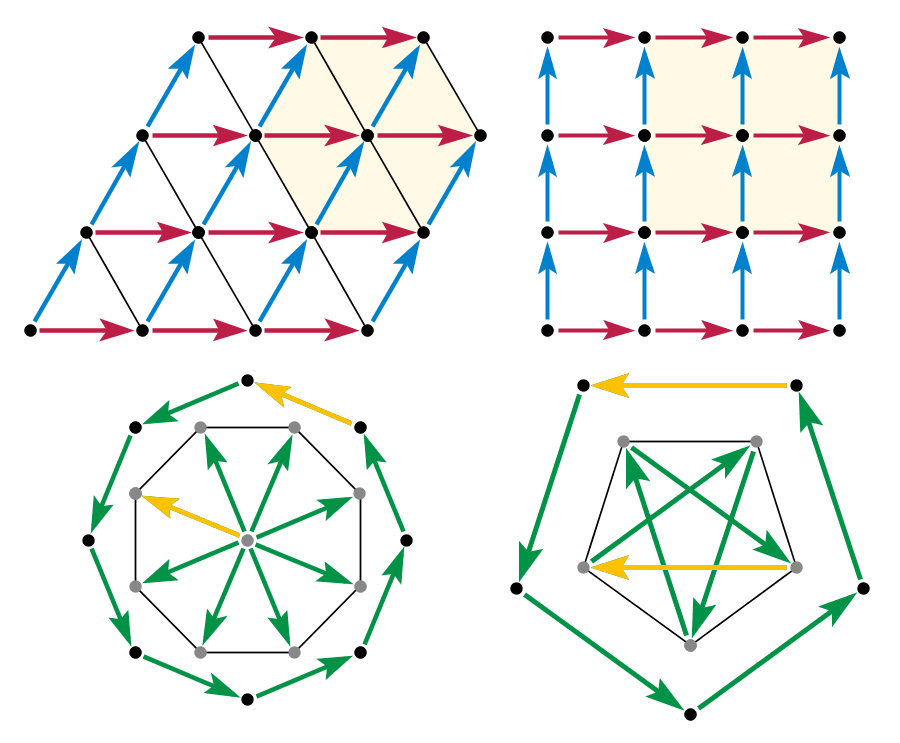
晶格限制多边形
兼容:6重对称（3重对称），4重对称（2重对称）
不兼容:8重对称，5重对称

现在我们来考虑一个8重旋转，及其多边形相邻点之间的位移矢量。若任意两个阵点间存在位移，则相同的位移会在晶格中反复到处出现。将所有边上的位移向量集结起来，并使它们都选取同一个格点作为起点。边矢量就变成了径向矢量，且他们的8重对称意味着集合点周围的格点是一个正八边形。但这是不可能的，因为新八边形的大小大约只是原来的80%。这种缩小论证的重点在于，这样的操作是没有限制的。我们可以对新的八边形重复同样的构造，多次重复直到格点间的距离小到任意我们想要的值；因此，没有任何离散的晶格可以具有8重对称。同样的论点适用于任何k（k > 6）重旋转。
这个“缩小”的论证方式也排除了5重对称的可能性。考虑一个正五边形晶格点阵。如果这种点阵存在，那么我们可以每隔一个地选取边位移矢量，并（头到尾）地组装一个五角星，且使最后的边位移向量指向起点。这个五角星的顶点正对应着原来的正五边形，但面积要比原来的小大约60％。
准晶和彭罗斯密铺的存在表明线性平移的假设是必要的。 彭罗斯密铺可以有五重的旋转对称性且是离散的，同时在此密铺中，任何局部邻域都重复出现无穷多次。然而，作为一个整体，此密铺没有线性平移性。即便没有晶格离散的假设，上述构造中不但没有矛盾，而且还会产生一个（非离散）的反例。因此在缺失任意一个上述假设的情况下，5重旋转对称的可能性是无法被排除的。全平面（无限平面）上的彭罗斯密铺对于单独一点只能有确定的（关于整个密铺的）5重旋转对称，而4重和6重对称晶格则具有无穷多的旋转对称中心。

### 三角学证明
考虑晶格中的两个格点A和B，由平移向量r 分隔。取角α，使得对于任意格点作α度旋转为此晶格的一个对称操作。若关于点B旋转α度，点A将会被映射到一个新的点A'。同样，若关于点A旋转α度，点B将会被映射到一个新的点B'。由于以上两个旋转均为对称操作，A'和B'必须同时为格点。由于晶格的周期性，连结A'和B'的新向量r' 必须等于r 乘上一个整数：
{\displaystyle \mathbf {r} '=m\mathbf {r} \,}
其中，{\displaystyle m}是整数。这四个平移向量，三个的长度{\displaystyle r=|\mathbf {r} |}，剩下的一个连结A'和B'，长度为{\displaystyle r'=|\mathbf {r} '|}，构成了一个不等边四边形。所以，r' 同时又可以通过下式给出：
{\displaystyle r'=2r\cos \alpha -r}
联立两式可得：
{\displaystyle \cos \alpha ={\frac {m+1}{2}}={\frac {M}{2}}}
其中{\displaystyle M=m+1}为整数。由于{\displaystyle |\cos \alpha |\leq 1}，我们可以得到{\displaystyle M\in \{-2,-1,0,1,2\}}，于是{\displaystyle \alpha }在0°到180°范围的解只有0°，60°，90°，120°，以及180°。在弧度表示下，唯一可行的的和晶格相符的旋转可写为2π/n，其中n = 1，2，3，4，6——这分别对应着1，2，3，4，以及6重对称；5重或大于6重的对称因此被排除了。

### 简短的三角学证明

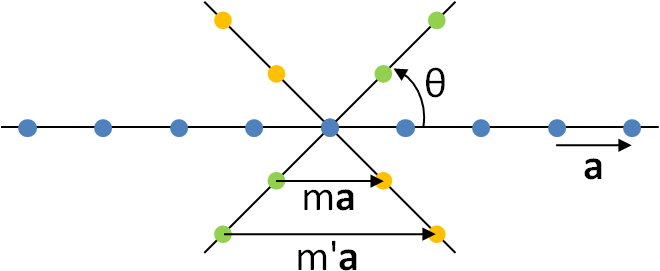

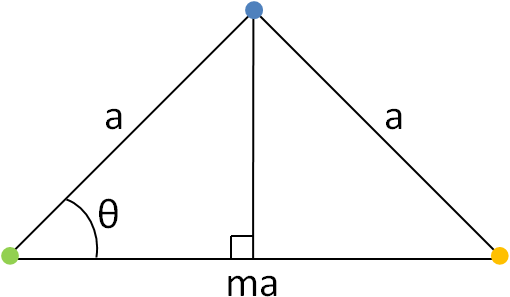

考虑共线的一行原子A-O-B，相互间隔为a。将整行原子（蓝色）关于点O 旋转θ = +2π/n 得到黄色原子链；旋转θ = −2π/n 得到绿色原子链，如图所示。由于晶格周期性（平移对称性）的假设，同一行的黄色原子与绿色原子的间距必须为r = ma，其中m为整数。而通过几何推导，我们知道这些点之间的间距为：
{\displaystyle 2a\cos {\theta }=2a\cos {\frac {2\pi }{n}}}
联立上述两式，我们可以得到 
{\displaystyle 2\cos {\frac {2\pi }{n}}=m}
于是，只有n = 1，2，3，4，6满足条件。

### 矩阵证明
另一种证明方式是考虑变换矩阵的性质。矩阵中对角线上元素的和被称作矩阵的迹。在二维和三维下，所有的旋转操作都是面旋转，所以旋转矩阵的迹是一个只和角度相关的函数。对于二维平面上的旋转，迹等于2 cos θ；对于三维空间的旋转，迹等于1 + 2 cos θ.
例子
- 考虑一个二维情况下的关于一个标准正交基的60°（6重）旋转矩阵。

{\displaystyle {\begin{bmatrix}{1/2}&-{{\sqrt {3}}/2}\\{{\sqrt {3}}/2}&{1/2}\end{bmatrix}}}
它的迹等于1，是一个整数。
- 考虑一个45°（8重）旋转矩阵。

{\displaystyle {\begin{bmatrix}{1/{\sqrt {2}}}&-{1/{\sqrt {2}}}\\{1/{\sqrt {2}}}&{1/{\sqrt {2}}}\end{bmatrix}}}
它的迹等于{\displaystyle {2/{\sqrt {2}}}}，不是一个整数。
对于一个晶格的基底，我们只能保证它们相互的独立性；其正交性，以及它们是否为单位向量是无法确定的。然而，对于“任意”基底，它们的迹是相同的（迹的相似不变性）。在晶格中，由于旋转变换必须将一个格点映射到另一个格点，每一个矩阵元必为整数——所以矩阵的迹也必须是整数。因此，壁纸和晶体中无法具有像上述例子提到的8重这样的旋转对称性（8重旋转矩阵的迹不是一个整数）。可能的旋转只有60°，90°，120°和180°的倍数，分别对应6，4，3和2重旋转。
例子
- 在一个等边三角形密铺中考虑一个关于斜基底的60°（360°/6）旋转矩阵。

{\displaystyle {\begin{bmatrix}0&-1\\1&1\end{bmatrix}}}
矩阵的迹仍然为1。行列式的值（对于旋转总是等于+1）也满足条件。
这种晶体学上对旋转操作普遍的限制是不保证一种旋转总可以与一种特定的晶格相容的。例如，60°旋转操作在正方形晶格中就行不通；90°旋转在长方形晶格中也是同理。